# Вестморленд (парафія, Нью-Брансвік)
Вестморленд (англ. Westmorland) — парафія в Канаді, у провінції Нью-Брансвік, центр однойменного графства.

## Населення
За даними перепису 2016 року, парафія нараховувала 908 осіб, показавши скорочення на 5,8%, порівняно з 2011-м роком. Середня густина населення становила 5,2 осіб/км².
З офіційних мов обидвома одночасно володіли 105 жителів, тільки англійською — 805. Усього 30 осіб вважали рідною мовою не одну з офіційних.
Працездатне населення становило 61,6% усього населення, рівень безробіття — 13,9% (17,9% серед чоловіків та 11,4% серед жінок). 81,2% осіб були найманими працівниками, а 15,8% — самозайнятими.
Середній дохід на особу становив $33 386 (медіана $29 901), при цьому для чоловіків — $37 366, а для жінок $29 190 (медіани — $34 389 та $25 344 відповідно).
26,2% мешканців мали закінчену шкільну освіту, не мали закінченої шкільної освіти — 22%, 51,8% мали післяшкільну освіту, з яких 14,1% мали диплом бакалавра, або вищий.
| Статево-вікова структура населення | Статево-вікова структура населення | Статево-вікова структура населення | Статево-вікова структура населення | Статево-вікова структура населення |
| ---------------------------------- | ---------------------------------- | ---------------------------------- | ---------------------------------- | ---------------------------------- |
|                                    |                                    |                                    |                                    |                                    |
| Всього                             | Всього                             | 49,7%50,3%                         |                                    |                                    |
| 0 — 14 років                       | 0 — 14 років                       |                                    | 13,9%                              | 13,9%                              |
| 15 — 64 років                      | 15 — 64 років                      |                                    | 62,2%                              | 62,2%                              |
| 65 і більше                        | 65 і більше                        |                                    | 23,9%                              | 23,9%                              |
| 85 і більше                        | 85 і більше                        |                                    | 2,2%                               | 2,2%                               |
| Середній вік (років)               | Середній вік (років)               | 47,446,9                           | 47,2                               | 47,2                               |
| Медіана (років)                    | Медіана (років)                    | 52,651,3                           | 52,1                               | 52,1                               |
| — чоловіки — жінки                 |                                    |                                    |                                    |                                    |

| Походження мешканців:     | Походження мешканців:     | Походження мешканців: | Походження мешканців: | Походження мешканців: |
| ------------------------- | ------------------------- | --------------------- | --------------------- | --------------------- |
| Походження                |                           |                       | осіб                  | %                     |
| Корінні американці        | Корінні американці        |                       | 70                    | 7.53%                 |
| Інше північноамериканське | Інше північноамериканське |                       | 440                   | 47.31%                |
| Європейське               | Європейське               |                       | 665                   | 71.51%                |
| британське                | британське                |                       | 570                   | 61.29%                |
| французьке                | французьке                |                       | 110                   | 11.83%                |
| Латинськоамериканське     | Латинськоамериканське     |                       | 10                    | 1.08%                 |
| Азійське                  | Азійське                  |                       | 15                    | 1.61%                 |

| Зайнятість населення за галузями (за класифікацією NOC): | Зайнятість населення за галузями (за класифікацією NOC): | Зайнятість населення за галузями (за класифікацією NOC): | Зайнятість населення за галузями (за класифікацією NOC): | Зайнятість населення за галузями (за класифікацією NOC): |
| -------------------------------------------------------- | -------------------------------------------------------- | -------------------------------------------------------- | -------------------------------------------------------- | -------------------------------------------------------- |
|                                                          |                                                          |                                                          |                                                          |                                                          |
| Управління                                               | Управління                                               |                                                          | 11,2%                                                    | 11,2%                                                    |
| Бізнес, фінанси та адміністрування                       | Бізнес, фінанси та адміністрування                       |                                                          | 12,2%                                                    | 12,2%                                                    |
| Природничі та прикладні науки                            | Природничі та прикладні науки                            |                                                          | 4,1%                                                     | 4,1%                                                     |
| Охорона здоров'я                                         | Охорона здоров'я                                         |                                                          | 8,2%                                                     | 8,2%                                                     |
| Освіта, правозахист, муніципальні та урядові служби      | Освіта, правозахист, муніципальні та урядові служби      |                                                          | 6,1%                                                     | 6,1%                                                     |
| Роздрібна торгівля та послуги                            | Роздрібна торгівля та послуги                            |                                                          | 32,7%                                                    | 32,7%                                                    |
| Гуртова торгівля, транспорт та обладнання                | Гуртова торгівля, транспорт та обладнання                |                                                          | 13,3%                                                    | 13,3%                                                    |
| Природні ресурси, сільське господарство                  | Природні ресурси, сільське господарство                  |                                                          | 3,1%                                                     | 3,1%                                                     |
| Виробництво                                              | Виробництво                                              |                                                          | 10,2%                                                    | 10,2%                                                    |

## Клімат
Середня річна температура становить 5,5°C, середня максимальна – 21,9°C, а середня мінімальна – -13,5°C. Середня річна кількість опадів – 1 099 мм.
| Клімат поселення                              | Клімат поселення | Клімат поселення | Клімат поселення | Клімат поселення | Клімат поселення | Клімат поселення | Клімат поселення | Клімат поселення | Клімат поселення | Клімат поселення | Клімат поселення | Клімат поселення | Клімат поселення |
| Показник                                      | Січ.             | Лют.             | Бер.             | Квіт.            | Трав.            | Черв.            | Лип.             | Серп.            | Вер.             | Жовт.            | Лист.            | Груд.            |                  |
| Середній максимум, °C                         | −2,29            | −1,72            | 2,91             | 8,59             | 14,86            | 19,99            | 21,86            | 21,49            | 17,31            | 11,64            | 6,20             | −0,45            |                  |
| Середня температура, °C                       | −7,88            | −7,3             | −2,68            | 3,00             | 9,28             | 14,41            | 18,29            | 17,92            | 13,74            | 8,10             | 2,62             | −4,01            |                  |
| Середній мінімум, °C                          | −13,46           | −12,9            | −8,25            | −2,6             | 3,69             | 8,82             | 14,72            | 14,34            | 10,16            | 4,52             | −0,95            | −7,58            |                  |
| Норма опадів, мм                              | 104              | 81               | 86               | 78               | 92               | 88               | 82               | 85               | 90               | 103              | 102              | 108              |                  |
| Середньомісячна швидкість вітру, м/с          | 5.11             | 4.96             | 5.04             | 4.86             | 4.47             | 4.03             | 3.74             | 3.65             | 4.04             | 4.54             | 4.94             | 5.25             |                  |
| Середньомісячна сонячна радіація, кДж/м²·день | 5085             | 8554             | 12256            | 15251            | 18219            | 20353            | 20079            | 17607            | 13272            | 8338             | 4802             | 3742             |                  |
| --------------------------------------------- | ---------------- | ---------------- | ---------------- | ---------------- | ---------------- | ---------------- | ---------------- | ---------------- | ---------------- | ---------------- | ---------------- | ---------------- | ---------------- |
| Джерело:                                      |                  |                  |                  |                  |                  |                  |                  |                  |                  |                  |                  |                  |                  |